# Harzer Bachtäler
Koordinaten: 51° 42′ 41″ N, 10° 44′ 28″ O

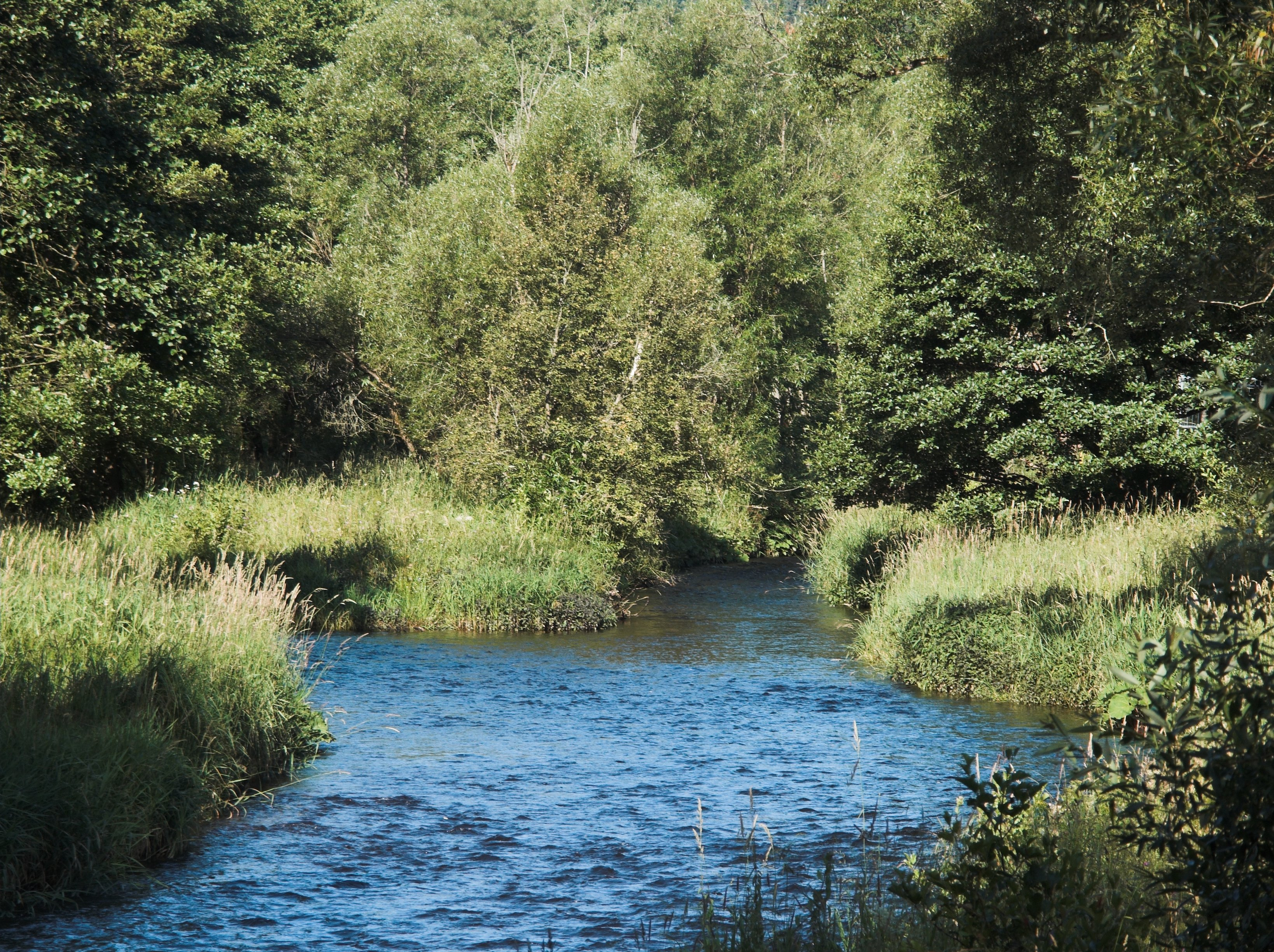
Zusammenfluss der Warmen (links) und Kalten Bode (rechts) am Rande des Naturschutzgebietes

Die Harzer Bachtäler sind ein Naturschutzgebiet in der sachsen-anhaltischen Stadt Oberharz am Brocken im Landkreis Harz.

## Allgemeines
Das Naturschutzgebiet mit dem Kennzeichen NSG0181 ist 1301 Hektar groß. Es liegt innerhalb des gleichnamigen FFH-Gebietes. Im Westen geht es in das Naturschutzgebiet „Bachtäler im Oberharz um Braunlage“ auf niedersächsischem Gebiet über. Das Gebiet wurde mit Verordnung vom 11. Juni 1998 unter Naturschutz gestellt. Zuständige untere Naturschutzbehörde ist der Landkreis Harz.

## Beschreibung
Das weit verzweigte Naturschutzgebiet umfasst die Warme Bode zwischen der Landesgrenze zu Niedersachsen und Königshütte und die Rappbode von ihrer Quelle bis Trautenstein etwas oberhalb der Rappbodetalsperre sowie deren Talauen, Nebenbäche und angrenzende Berghänge.
Zu den Nebenbächen der Warmen Bode innerhalb des Naturschutzgebietes zählen u. a. Bremke, Allerbach, Spielbach sowie Ochsen- und Ebersbach. In die Rappbode münden u. a. Krugbergwasser, Giepenbach, Schieferbach und Dammbach. Zwei weitere Nebenbäche, die in das Naturschutzgebiet einbezogen sind, münden unterhalb von Trautenstein in die Rappbodevorsperre bzw. die Rappbodetalsperre.
Das Naturschutzgebiet wird durch ein weit verzweigtes System von naturnahen Fließgewässersystemen mit der entsprechenden gebietstypischen Flora und Fauna geprägt. Die Bachläufe mit ihren Flussschotterfluren werden von Erlen- und Fichtenbruchwäldern und Auenwaldbereichen sowie überwiegend feuchten Wiesenbereichen mit montanen Wiesengesellschaften und Borstgrasrasen sowie Hochstaudenfluren begleitet. Daneben sind Quellfluren, Moor-, Flusssaum-, Simsen- und Binsengesellschaften sowie Klein- und Großseggenriede zu finden.
Ziel der Unterschutzstellung ist die Erhaltung und Entwicklung des Gebietes in seiner naturnahen Ausprägung. Dazu zählt insbesondere auch die Erhaltung und Revitalisierung der eigendynamischen Gewässerentwicklung sowie die Wiederherstellung der ökologischen Durchgängigkeit sowie die Erhaltung und Entwicklung naturnaher Waldbestände, insbesondere Laub- und Mischwaldbestände und uferbegleitender Gehölzsäume.
Teile des Naturschutzgebietes werden land- und forstwirtschaftlich sowie für die Jagd und Fischerei genutzt. Die Rappbode ist von ihrer Quelle bis zur Eisenbahnbrücke der Harzer Schmalspurbahnen, die Warme Bode von der Quelle der Bremke bis zur Straßenbrücke der Bundesstraße 242 an der Landesgrenze zwischen Niedersachsen und Sachsen-Anhalt, von der Eisenbahnbrücke der Harzer Schmalspurbahnen bis zur Straßenbrücke am Ortseingang Sorge, von der Mündung des Allerbach bis zur Einmündung des Bodealtarms und von der Mündung des Spielbachs bis zum Bodewehr bei Königshütte als Dauerschonbezirk ausgewiesen, in dem die Fischerei untersagt ist.
Durch das Naturschutzgebiet führen zahlreiche Wanderwege.

## Flora und Fauna
Auf mageren Bergwiesen, die insbesondere an steileren Mittel- und Oberhängen, aber auch auf flachgründigen Plateaulagen zu finden sind, wachsen u. a. Bärwurz, Kleiner Klappertopf und Blutwurz. Auf den feuchten Bergwiesen sind u. a. Moorlabkraut, Trollblume, Schwertlilien wie die Sibirische Schwertlilie, Breitblättriges Knabenkraut und Sumpfveilchen zu finden. Auf feuchten Wiesen in Bachnähe wachsen u. a. Trollblume und Sibirische Schwertlilie, aber auch Sumpfkratzdistel, Sumpf-Pippau sowie Breitblättriges und Geflecktes Knabenkraut. Die Borstgrasrasen zeichnen sich u. a. durch Harzer Labkraut, Arnika, Herbstzeitlose, Bärwurz und Rauhaariges Veilchen aus. Sumpfige Bereiche werden von Kleinseggenrieder, in denen das Schmalblättrige Wollgras wächst, sowie Pflanzengesellschaften des Herzblatt-Flohseggensumpfes eingenommen, in denen z. B. die Flohsegge vorkommt.
Wasseramsel, Eisvogel, Wiesenpieper, Braunkehlchen, Neuntöter und Karmingimpel sowie zahlreiche weitere Vogelarten kommen als Brutvogel vor. Für den Schwarzstorch ist das Naturschutzgebiet Nahrungsbiotop.
Die Bachläufe sind Rückzugsgebiet für heimische Arten der oberen und mittleren Forellenregion (Rhithral). Dazu zählen u. a. Fische wie Bachneunauge, Westgroppe, Elritze; Hasel, Schmerle und autochthone Bachforelle und andere Wassertiere wie Zehnfußkrebse, Steinfliegen, Eintagsfliegen, Köcherfliegen und verschiedene Käfer.
Darüber hinaus kommen zahlreiche weitere Insekten vor, darunter Libellen wie die Blauflügel-Prachtlibelle, Gestreifte Quelljungfer und Zweigestreifte Quelljungfer, Torf-Mosaikjungfer und Kleine Moosjungfer.
Im Naturschutzgebiet leben ferner Tagfalter wie Großer Feuerfalter und Wachtelweizen-Scheckenfalter sowie Heuschrecken wie Kleine Goldschrecke, Kurzflügelige Beißschrecke, Gemeine Dornschrecke, Gefleckte Keulenschrecke und Rote Keulenschrecke.
Teiche und Kleingewässer im Naturschutzgebiet sind Lebensraum für Grasfrosch, Erdkröte sowie Berg- und Fadenmolch. Vorkommende Reptilien sind u. a. Blindschleiche und Waldeidechse.